# 1984年夏季残疾人奥林匹克运动会泰国代表团
1984年夏季残疾人奥林匹克运动会泰国代表团是泰国派出的1984年夏季残疾人奥林匹克运动会代表团。未获得奖牌。